# Melchior Hatzfeld
Melchior, hrabě z Gleichenu a Hatzfeldu (20. října 1593, Westerwald – 9. ledna 1658, Powidzko) byl císařský polní maršál, který bojoval za třicetileté války pod Albrechtem z Valdštejna a Matyášem Gallasem.

## Život
Byl druhým z pěti synů Sebastiana von Hatzfeld a Lucie von Sickingen. Jeho mladší bratr Franz von Hatzfeld byl biskupem ve Würzburgu. V roce 1620 vstoupil do císařské armády pod velením Valdštejna, kde v roce 1632 získal hodnost plukovníka, v roce 1633 polního podmaršálka a nakonec polního maršála v roce 1635.
Po Valdštejnově vraždě v únoru 1634 se dostal pod velení Matyáše Gallase. 4. října 1636 utrpěl porážku od Švédů vedených Johanem Banérem v bitvě u Wittstocku.
V roce 1638 zvítězil v bitvě u Vlotho.Na obranu před Banérovým postupem na Prahu v polovině roku 1639 Hatzfeldt přesídlil do Čech a pod vedením Ottavia Piccolominiho se počátkem roku 1640 zúčastnil vyhnání Švédů. Svoje úspěchy potvrdil v roce 1641 během obléhání Dorstenu, kde dobyl nejdůležitější pevnost Hesenska na Dolním Rýnu. Na začátku roku 1642 však Guillaume de Lamboy a jeho císařské vojsko prohráli bitvu u Kempenu proti Francouzům a Hesensku, protože nepočkali na posily od Hatzfeldových jednotek. Po zbytek roku musel Hatzfeldt spolu s bavorskými a kurfiřtskými jednotkami pod vedením Joachima Christiana von der Wahl a Johanna von Wertha čelit francouzsko-hesenskému postupu.
V roce 1644 měl Hatzfeldt podpořit císařské tažení do Holštýnska tím, že se přesunul k Veseře a ochránil hlavní armádu generála Gallase, která postupovala dále na východ podél Labe. Hatzfeldt však odjezd oddaloval a na výzvy ke spojení s Gallasovou armádou reagoval vyhýbavě. 

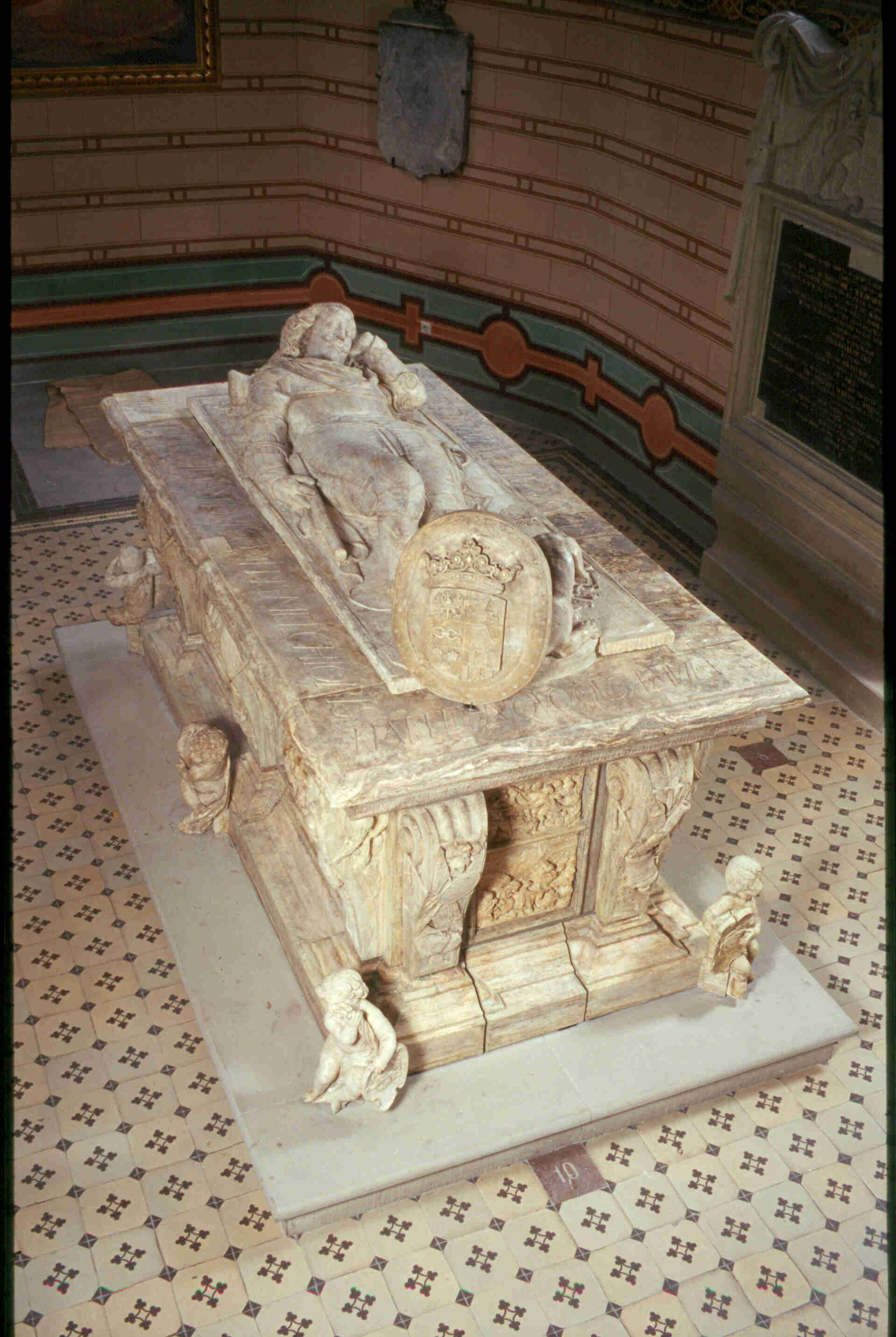
Hrobka se srdcem Melchiora Hatzfelda v Laudenbachu; Achilles Kern

 V červnu vzkázal, že je nemocen a poslal Gallasovi jen 3000 mužů pod vedením Václava Zahrádeckého ze Zahrádky. V září Hatzfeldt znovu posílil Mercyho vojsko Bavorů na Rýně, ale dorazil tam příliš pozdě, aby zabránil pádu Philippsburgu.
6. března 1645 byl Hatzfeldt Švédy zajat po drtivé porážce u Jankova, ale brzy nato byl propuštěn. V roce 1646 odešel z armády, ale v roce 1657 byl znovu povolán do služby jako Generalfeldmarschall, aby podpořil polského krále v čele šestnáctitisícové armády proti švédskému králi Karlu X. Gustavovi. 30. srpna téhož roku dobyl Krakov.

## Smrt a dvě hrobky
Hatzfeld zemřel jako svobodný muž, několik měsíců po svém návratu domů. Jeho tělo bylo pohřbeno v polských Prusicích a jeho srdce v horském kostele v Laudenbachu, místní části Weikersheimu v Badensku-Württembersku. Obě figurální hrobky z alabastru vytesal Achilles Kern (1607–1691).